# Principi de la còpia

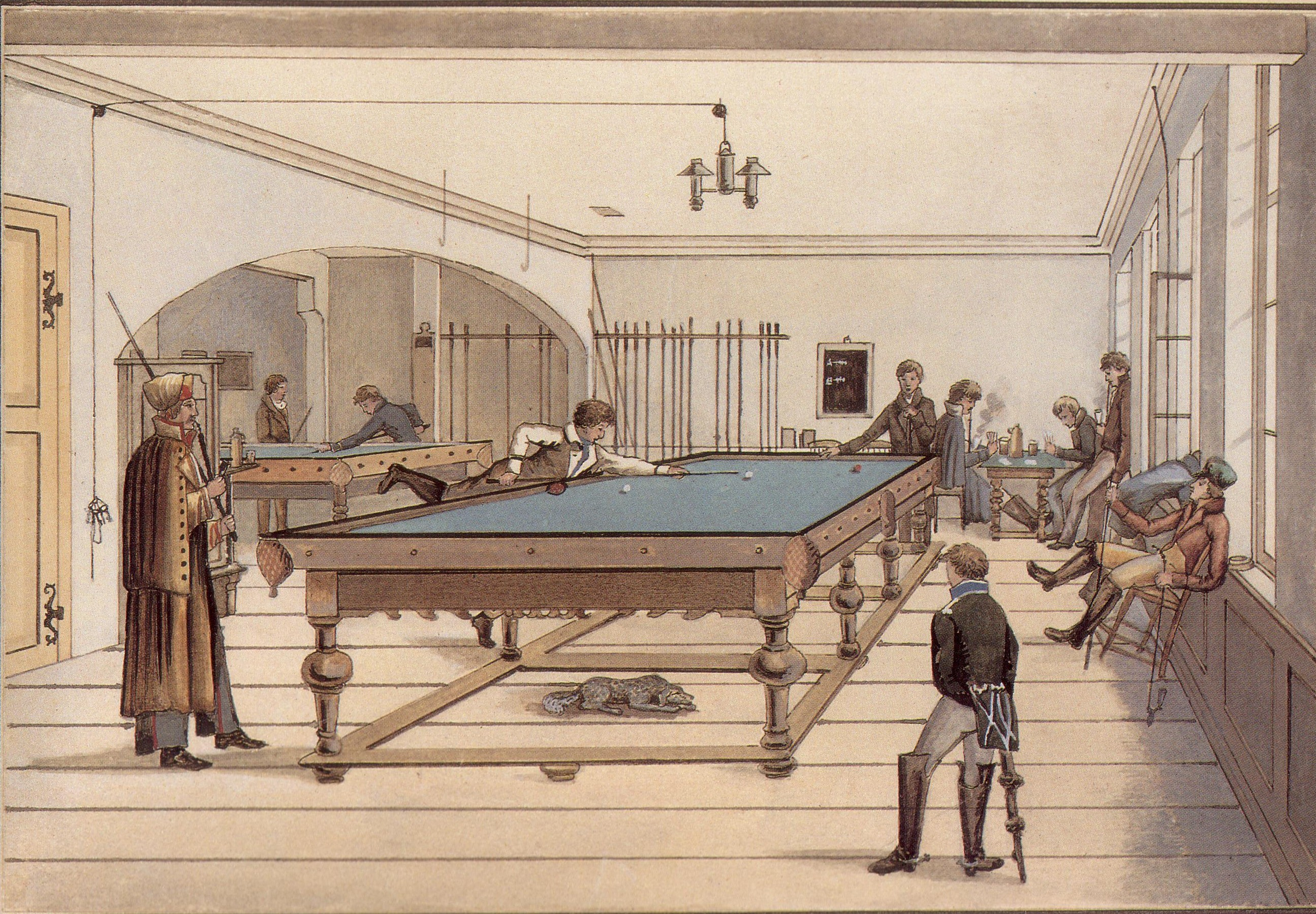
Hume va utilitzar el billar per il·lustrar la seva teoria

El Principi de la còpia és el principal principi de la teoria empirista de David Hume en la qual es dividien els continguts del coneixement en:
- Impressions: Tot allò que coneixem d'una realitat immediata a través dels sentits. Són vives, fortes, actuals i immediates. Per exemple: la visió d'una poma.
- Idees: Són el record o la representació de les impressions. Per tant, són més febles que aquestes. Per exemple: el record de l'anterior poma.

## Principi de la còpia
A partir d'aquesta distinció, Hume elabora el criteri de veritat que utilitzarà sempre al llarg de la seva obra, que es formula així:
Només són veritat les idees que provenen d'una impressió.
Segons Hume, si no podem assegurar de quina impressió provenen és perquè es tracta d'un producte de la nostra imaginació.

## Conseqüències del principi
- No podem demostrar l'existència de Déu, com pretenia fer-ho Descartes, ja que no en tenim una impressió prèvia.

- Tot el nostre coneixement ha de provenir de l'experiència. És a dir, no podem fer cap suposició del futur, perquè no tenim cap impressió sobre aquest. Així i tot, tu saps (o creus saber) que si en una partida de billar fas xocar una bola contra l'altra, la segona es mourà. Segons Hume, aquesta creença es dona simplement per costum i en realitat podria no haver-hi necessàriament una connexió entre el xoc de la bola A i el moviment de la bola B.

La causalitat no és cap llei interna de les coses, prové de l'hàbit i el costum acumulat; no hi ha causalitat necessària, hi ha simplement successió temporal.